# Diogo Lopes de Sequeira
Diogo Lopes de Sequeira (Alandroal, Alentejo, 1465 - Alandroal, 1530) fou un hidalgo i navegant portuguès, el primer a desembarcar el 1509 a Malaca, abans de la conquesta, el 1511 per Alfonso de Albuquerque. Fou nomenat el quart governador de l'Índia portuguesa, càrrec que desenvolupà des de 1518 fins a 1522.

## Biografia
Al servei del rei Manuel I de Portugal fou enviat a reconèixer les costes de Madagascar (per aquell temps anomenada illa de Sant Llorenç) i el seu potencial comercial, arribant posteriorment fins a l'Índia. Durant aquest viatge, que durà diversos anys, també arribà a Sumatra i Pasai, on erigí diversos padrãos amb els emblemes de Portugal. En altres viatges passà per Ceuta, Asilah, Al-Ksar es-Seghir, Diu i Goa, reparant fortaleses en diverses escales.
El 1509, poc abans que Alfonso de Albuquerque prengués possessió com a governador de l'Índia, Lopes de Sequeira portà la flota portuguesa per primera vegada fins a Malaca. Obtingué el consentiment del sultà local i arribà amb cinc naus per comerciar portant credencials i regals. Inicialment fou ben rebut, desembarcant homes i mercaderies, però no arribà a cap acord per establir una factoria, ja que els gujarats, els comerciants locals musulmans, s'hi oposaren amb el suport dels bendahara. Vist com una intromissió en el comerç entre l'estret de Malaca i les illes d'Indonèsia, fou planejada una temptativa per destruir l'expedició. Diogo Lopes de Sequeira abandonà ràpidament la costa, amb tres naus, deixant enrere dos vaixells cremats, diversos ferits i dinou presoners. Alfonso de Albuquerque, instat a alliberar els portuguesos, conqueriria Malaca el 1511.
Diogo Lopes de Sequeira fou nomenat el quart governador de l'Índia portuguesa en substitució de Lopo Soares de Albergaria. Desenvolupà el seu càrrer entre 1518 i 1522, de manera qüestionable, ja que s'enriquí de manera abusiva. El 1521 intentà, sense èxit, conquerir la important ciutat comercial de Diu. Fou succeït en el càrrec per Duarte de Meneses.
E 1524, ja sota el regnat de Joan III de Portugal, assistí a la Conferència d'Elvas i Badajoz, en que Portugal i Castella es disputaven les Moluques, localitzades a l'est de la línia de l'acord del Tractat de Tordesillas.